# 嘉泉大學站
嘉泉大學站（：／ Gacheondae yeok */?）是水仁·盆唐線沿線的一座地下車站，位於韓國京畿道城南市壽井區太平洞。

## 車站結構
站體為2面2線側式月台的地下車站，候車月台設有月台幕門，並有5處出口。

### 月台配置
| ↑ 福井 |
| \| １  |
| 太平 ↓ |

| 月台 | 路線                   | 目的地                                 |
| ---- | ---------------------- | -------------------------------------- |
| 1    | ●首都圈電鐵水仁·盆唐線 | 水原、器興、竹田、書峴、牡丹、仁川方向 |
| 2    | ●首都圈電鐵水仁·盆唐線 | 往十里、宣靖陵、宣陵方向               |

## 歷史
- 1994年9月1日：盆唐線暻園大學站（경원대역）落成啟用。
- 2011年12月18日：改为现名。

## 車站周邊
- 嘉泉大學
- 東首爾大學（朝鲜语：동서울대학교）
- 太平中學
- 太平初等學校
- 壽進初等學校
- 城南西初等學校
- 奉國寺（朝鲜语：봉국사 (경기도)）
- 嘉泉大轉運站

## 圖片

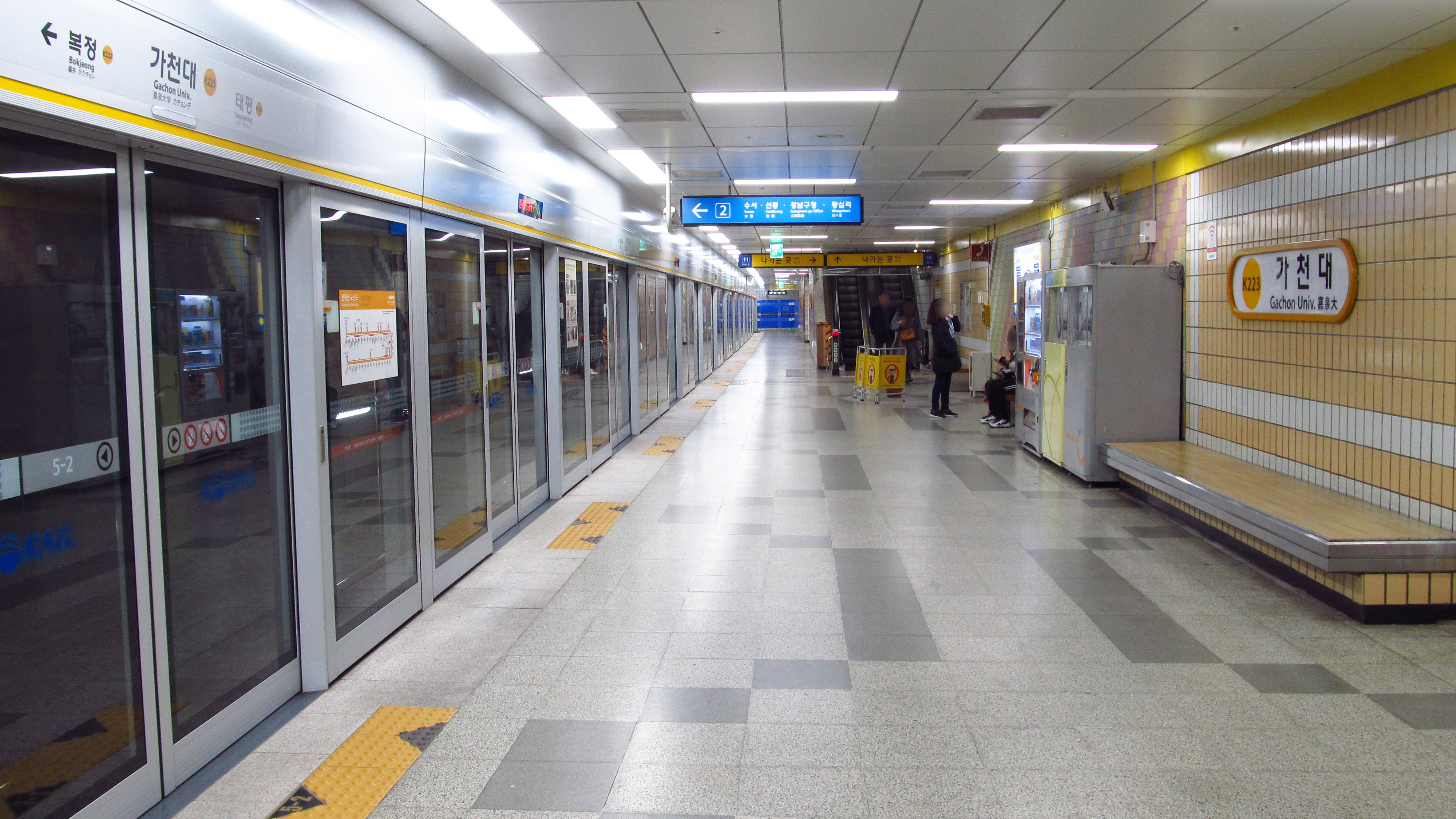
候車月台
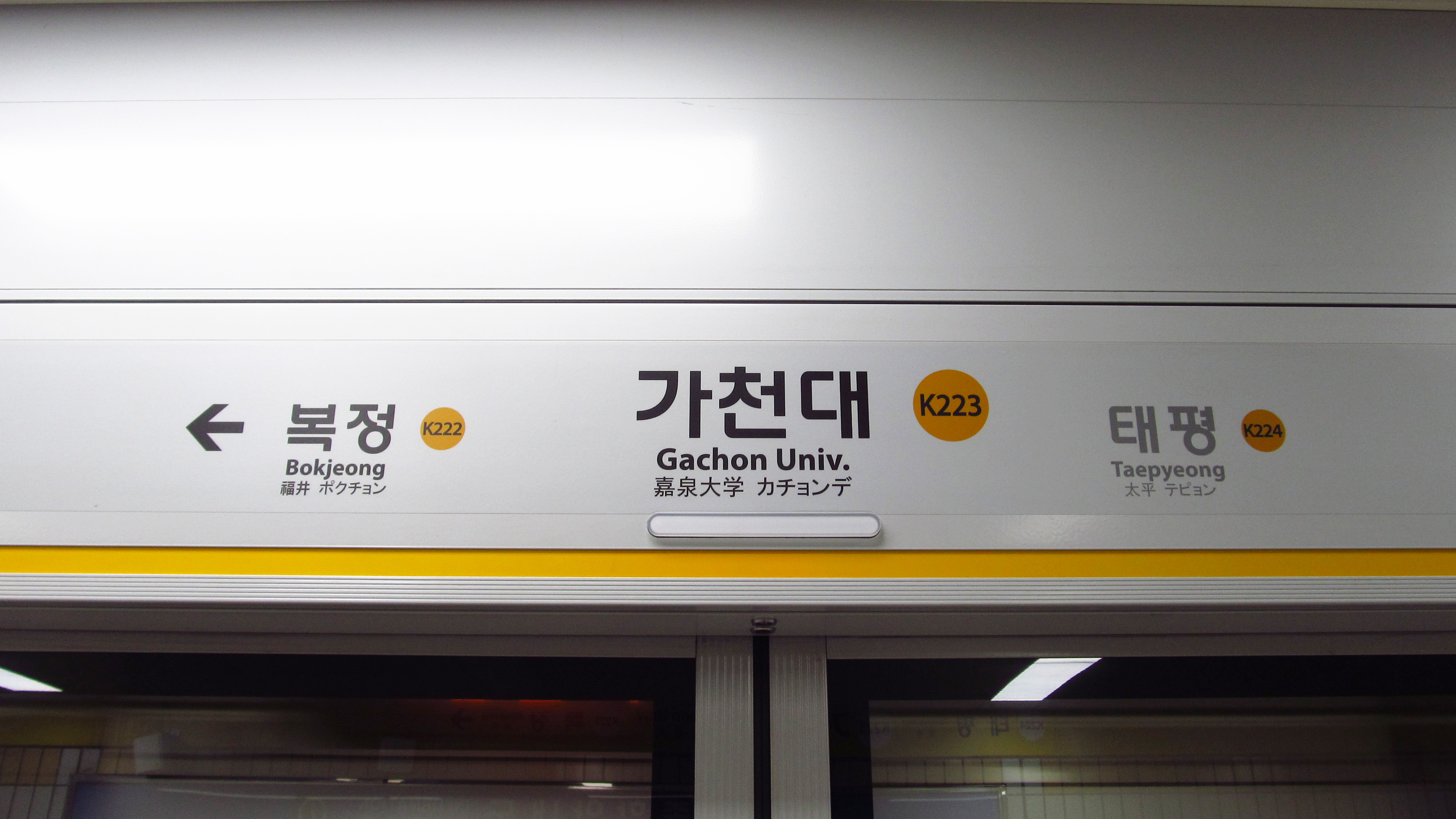
月台門資訊板
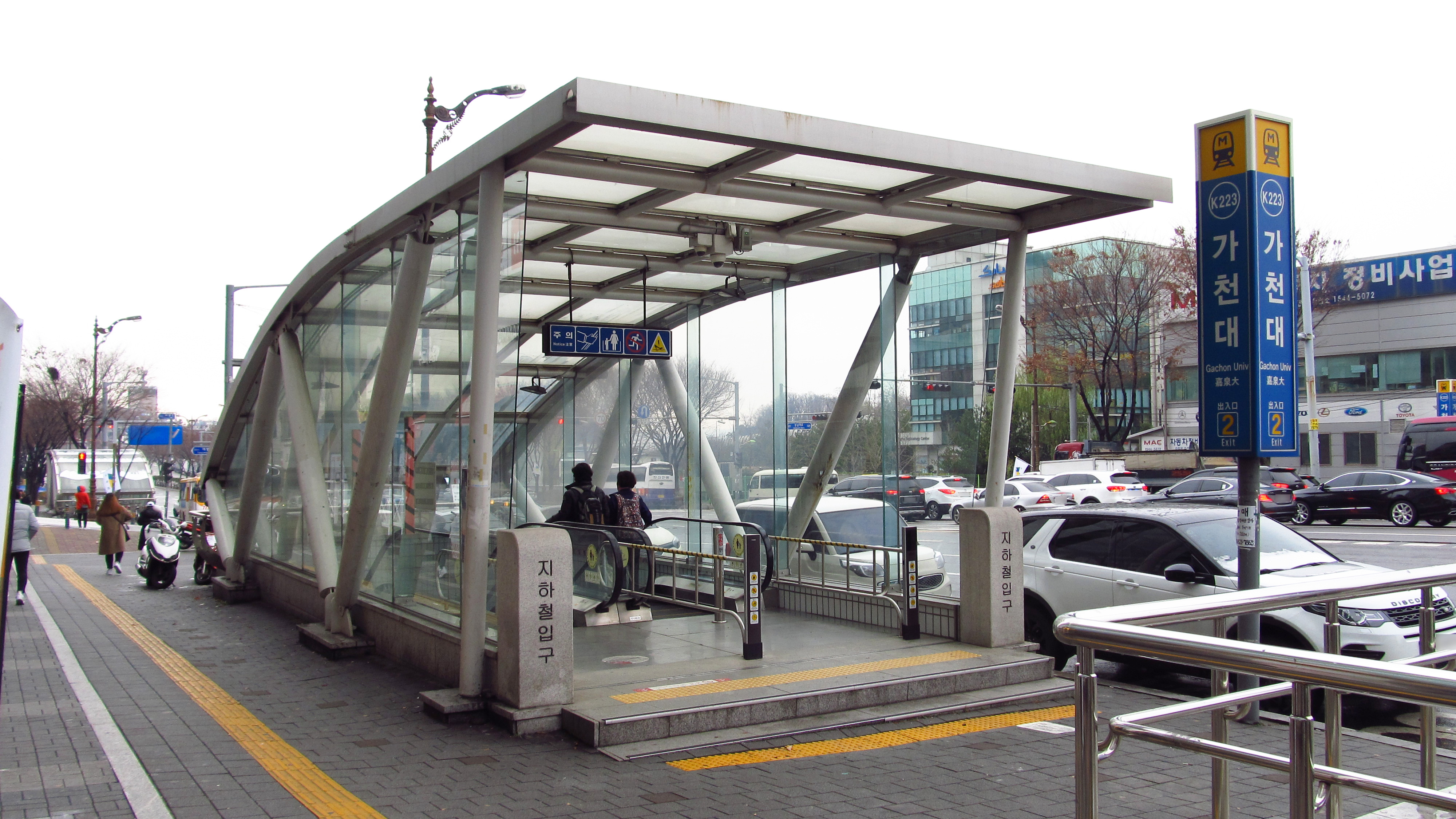
2號出口

## 相鄰車站
韩國鐵道公社
●首都圈電鐵水仁·盆唐線
盆唐急行、緩行
福井（K222）－嘉泉大學（K223）－太平（K224）